# Bet She’arim
Bet She’arim (hebrejski: בֵּית שְׁעָרִים; arapski: bayt al-ġurabāʾ‎; tj. „Kuća s dvoja vrata”) ili Beth She'arim, antička Besara (grčki: Βησάρα), je drevni grad na sjeveroistoku Izraela (distrikt Haifa). Danas arheološko nalazište koje sadrži drevni izraelski grad i veliki broj drevnih židovskih grobova uklesanih u stijenama (nekropole).
God. 2015., nekropole Bet She’arima, danas dio Nacionalnog parka Beit She'arim, upisane su na UNESCO-ov popis mjesta svjetske baštine u Aziji kao „jedinstveno svjedočanstvo drevnog judaizma pod vodstvom rabina Jude Patrijarha, koji je zaslužan za židovsku obnovu nakon 135. godine”.

## Povijest
Bet She'arim je osnovan krajem 1. stoljeća prije Krista, za vrijeme vladavine kralja Heroda. To je bio uspješan židovski grad koji je uništen u požaru 352. god., na kraju židovske pobune protiv Konstancija Gala Nakon nekog vremena je obnovljen kao bizantski grad. Od početka arapskog razdoblja (7. stoljeće) naselje se smanjivalo, te se u kasnom 16. st. na ovom mjestu spominje malo arapsko selo Šejh Bureik.
Rimski židovski povjesničar Josip Flavije ga spominje kao grad Besara, administrativno središte posjeda kraljice Berenike II. u dolini Jizreel. Nakon uništenja Drugog Hrama 70. god., Sanhedrin  (židovsko zakonodavno i vrhovno vijeće) preselilo se u Beit She'arim. Tu je živio i rabin Juda ha-Nasi, voditelj Velikog vijeća i sastavljač Mišne (prvo važnije djelo rabinskog judaizma). U posljednjih sedamnaest godina svog života, on se preselio u Seforis iz zdravstvenih razloga, ali planirao je svoj pogreb u Bet She'arimu, na zemlji koju je dobio na dar od svog prijatelja, rimskog cara Marka Aurelija. U to vrijeme je najželjenije pogrbno mjesto za Židove bila Maslinska gora u Jeruzalemu, ali kad je 135. god. ovo područje Židovima zabranjeno, Bet She'arim je postao važna alternativa.
Arheološka važnost ovog lokaliteta je prepoznat 1880. godine istraživanjem Zapadne Palestine, kojom prilikom su istražene mnoge grobnice i katakombe, ali bez iskapanja. Arapsko palestinsko selo Sheikh Bureik a brežuljku je 1920. god. kupio Židovski nacionalni fond (Keren Kayemet LeYisrael) iz Basela. Godine 1936., Aleksandar Zaid, zaposlenik KKL-a kao čuvar, izvijestio je da je našao oštećen zid jedne od špilja koje su dovele u drugu špilju ukrašenu natpisima. 1930-ih i 1950-ih, lokalitet su otkopali Benjamin Mazar i Nahman Avigad.
Iskopavanja na mjestu je nastavio dr Adi Erlich u ime Zinman Instituta za arheologiju, Sveučilišta u Haifi. Erlich fokusira svoja iskapanja na brdu iznad nekropole, gdje je postojao antički grad.

## Odlike
Nacionalni park Beit She'arim graniči s gradom Kiryat Tiv'onom na sjeveroistoku i nalazi u blizini suvremenog mošava Beit She'arim. Nalazi se oko 20 km istočno od Haife na južnim brežuljcima Donje Galileje. Parkom upravlja Izraelska uprava za prirodu i parkove.
Većina nalaza datira u vrijeme od 2. do 4. st., a većina osoba je bila pokopana u više od 20 katakombi. Prema natpisima u grobnicama, može se zaključiti kako ih nisu koristili samo stanovnici Bet She'arima već brojni drugi Židovi iz udaljenih mjesta kao što su Palmira, Tir, pa čak i iz Himjara u današnjem Jemenu.
Pored brojnih natpisa na više jezika, zidovi i grobovi su isklesani brojnim reljefima s raznim motivima, od židovskih simbola i geometrijskih ukrasa do životinjskih i ljudskih figura helenističkih grčkih mitova.
God. 1956. buldožer je iskopao veliku kvadratnu ploču tešku 9 tona, za koju se ispostavilo da je od stakla. Kasnije je otkrivena i drevna staklarska peć koja je proizvodila velike ploče stakla koje su se kasnije komadale na manje obradive dijelove

## Vanjske poveznice
- Beit She'arim National Park  Arhivirana inačica izvorne stranice od 14. srpnja 2015. (Wayback Machine) - službene stranice
- Pictures of Beit She'arim  Arhivirana inačica izvorne stranice od 14. srpnja 2015. (Wayback Machine) Izrael u fotografijama
- Video obilazak Beit She'arima na YouTube